# Ob
Ob (rusky Обь) je řeka v Altajském kraji a v Novosibirské, v Tomské a v Ťumeňské oblasti v Rusku, která protéká z jihu na sever přes západní Sibiř. Je jednou z největších řek jak v Rusku, tak i na celém světě. V rámci Ruska je třetí nejvodnější (po Jeniseji a Leně). Vlastní řeka Ob je 3650 km dlouhá. Od pramene Irtyše dosahuje délky 5410 km a od pramene Katuni 4 338 km. Povodí má rozlohu 2 990 000 km². Zahrnuje i bezodtoké oblasti o rozloze 528 000 km².

## Původ názvu
Ačkoliv pro nás nezvyklý dvoupísmenný název Ob, tolik oblíbený v křížovkách, vzbuzuje dojem původu v exotických jazycích, jde o čistě slovanské jméno. Vzniká soutokem dvou řek, dál tečou tedy obě, proto je to Ob. Pozůstatkem očekávané samohlásky je měkký znak na konci ruského tvaru jména, které je ženského rodu. Ten se ovšem v českém přepisu neuvádí a jméno se v češtině užívá v mužském rodě.

## Povodí
Převážná část povodí (85 %) se nachází v Západosibiřské rovině. Jihovýchodní část připadá na pohoří Jižní Sibiře (Altaj, Kuzněcký Alatau, Salairský krjaž, Gornaja Šorija). Celkové množství řek v povodí dosahuje 150 000. Povodí se vyznačuje různorodostí fyzicko-geografických podmínek od polopouští na jihu až k tundře na severu. Významná část povodí je pokryta lesy a bažinami.

## Průběh toku

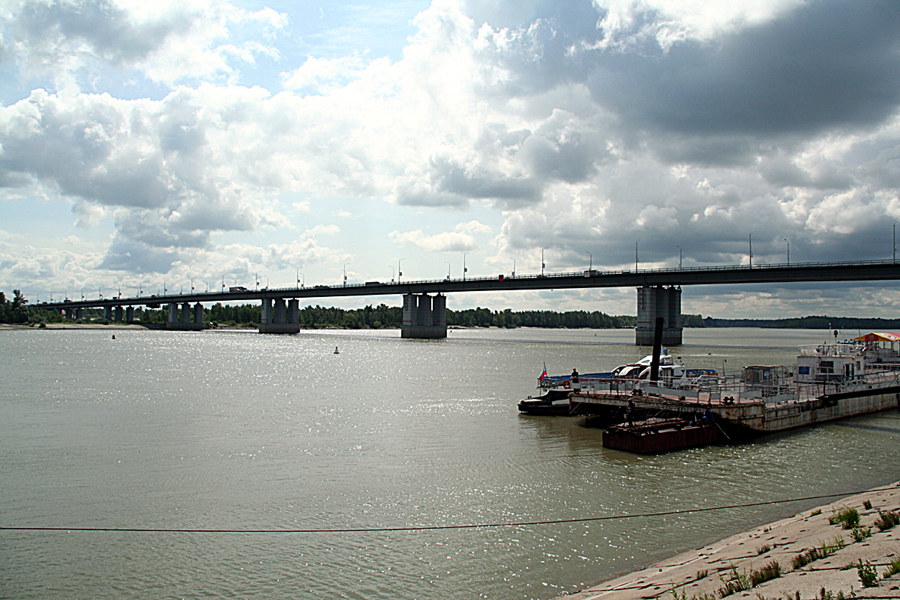
Most přes řeku Ob ve městě Barnaul (foceno z přístavu)

Vzniká soutokem řek Bija a Katuň v Altaji. Protíná z jihu na sever Západosibiřskou rovinu a ústí do Obské zátoky Karského moře. Průměrný sklon řeky mezi Bijskem a ústím je 0,054 m/km. Podle charakteru říční sítě, vodních zdrojů a formování vodního režimu se tok Obu dělí na tři části.
- Horní tok je od soutoku zdrojnic do ústí řeky Tom. Rozkládá se v horách kde pramení zdrojnice Bija a Katuň a mnohé přítoky (Pesčanaja, Anuj, Čaryš, Alej zleva a Čumyš, Iňa zprava). Na horním toku je jasně vyznačená údolí řeky s rozvinutými úvalovými terasami. Až k ústí Čaryše teče řeka mezi nízkými břehy. Koryto se vyznačuje mnoha průtoky, ostrovy a peřejemi. Směrem k Barnaulu se údolí i úval rozšiřují. Od Barnaulu k městu Kameň na Obi je údolí široké 5 až 10 km a je asymetrická. Levý břeh je prudký a napravo je široký úval se starými rameny, průtoky a jezery. U Kameně na Obi se úval zužuje nejdříve na 3,5 až 5 km a pak až na 1,5 až 2 km. V korytě se objevují úseky s kamenitými výstupky. Na jih od Novosibirsku je řeka přehrazena hrází, která vytváří Novosibirskou přehradu (Obské moře). Pod Novosibirskem se údolí značně rozšiřuje a u ústí řeky Tom dosahuje šířka 20 km. Hloubka při malém stavu vody je na horním toku 2 až 6 m a místy na peřejích klesá na 0,6 m.
- Střední tok je od ústí Tomi do ústí Irtyše. Na tomto úseku zvláště pod ústím Čulymu se Ob mění ve velkou nížinnou řeku. V jejím okolí je podmáčený močálovitý povrch s častými jezírky. Zpočátku kamenité dno se mění v písčité a hlinité. Až do soutoku s Irtyšem protéká tajgou. Údolí má šířku 30 až 50 km i více a široký úval (20 až 30 km) je pokryt rameny, která jsou spojena mezi sebou průtoky v šířce až 40 km. Hloubka při malém stavu vody se mění od 4 do 8 m. Velké přítoky na středním toku jsou Tom, Čulym, Keť, Tym, Vach, Tromjegan, Ljamin, Nazym zprava a Šegarka, Čaja, Parabel, Vasjugan, Velký Jugan, Velký Salym, Irtyš zleva.
- Dolní tok je od ústí Irtyše po ústí Obu do Obské zátoky. Pod ústím Irtyše se Ob stáčí na sever. Údolí je široká místy více než 50 km. Je asymetrická. Levý břeh je nízký a pozvolný, zatímco pravý prudký a vysoký. V oblasti měst Peregrebnoe a Salechard se údolí zužuje na 4 až 8 km. Rozsáhlý a převážně levobřežní úval je hojně členěn rameny, průtoky a jezery, která jsou při vysokých stavech vody zatápěny až do šířky 40 až 50 km. Řeka protéká močálovitými pralesy, které se postupně mění v podmáčené břehy porostlé trávou a rokytím. Od ústí Irtyše k městu Peregrebnoe teče v jednom hlubokém (minimálně 4 až 4,5 m) korytě, níže se dělí na Velký a Malý Ob s hloubkami 2,5 až 3 m. Po jejich opětovném spojením má koryto hloubku více než 10 m. Hlavní přítoky dolního toku jsou Kazym, Poluj zprava a Severní Sosva, Ščučja zleva.
- Deltu Ob vytváří před svým ústím do Obské zátoky. Má rozlohu 4000 km². Hlavní ramena jsou Chamanelský Ob (levé) a větší Nadymský Ob (pravý). Pod jejich ústími se nacházejí mělčiny Jamsalský a Nadymský bar.

### Přítoky
- horní tok
  - zprava – Bija (zdrojnice), Čumyš, Inja.
  - zleva – Katuň (zdrojnice), Pesčanaja, Anuj, Čaryš, Alej.
- střední tok
  - zprava – Tom, Čulym, Keť, Tym, Vach, Tromjegan, Ljamin, Nazym.
  - zleva – Šegarka, Čaja, Parabel, Vasjugan, Velký Jugan, Velký Salym, Irtyš.
- dolní tok
  - zprava – Kazym, Kunovat, Poluj.
  - zleva – Severní Sosva, Ščučja.

## Vodní režim
Zdroj vody je převážně sněhový. Na jaře a v létě je stav vody vysoký a v tomto období řekou proteče převážná část ročního průtoku. Na horním toku začíná hladina stoupat od začátku dubna, na středním od druhé poloviny dubna a na dolním od konce dubna až od začátku května. Vzestup začíná ještě v době, kdy je řeka zamrzlá. Při rozmrzání vznikají zátarasy, které způsobují krátkodobé prudké vzestupy úrovně hladiny. Na horním toku voda opadá v červenci, ale letní pokles hladiny je neustálený. V září a říjnu hladina opět stoupá v důsledku dešťů. Na středním a dolním toku opad pozvolna pokračuje, posilňován dešťovými srážkami až do zamrznutí. Rozsah kolísání úrovně hladiny je na horním toku průměrně 5 m, níže stoupá až na 9 m u vesnice Alexandrovskoje a před soutokem s Irtyšem zase klesá na 7 m, pod soutokem s Irtyšem roste na 10 m a směrem k ústí klesá na 5 m. Průměrný roční průtok vody u Barnaulu činí 1 470 m³/s (maximální průtok je 9 690 m³/s) a u Salechardu 12300 m³/s (maximální průtok je 42 800 m³/s). Průtok v ústí do Obského zálivu při středním stavu vody činí 20 000 m³/s (z toho přibližně polovinu přináší Irtyš). Řeka zamrzá na 150 dní na horním toku a na 220 dní na dolním toku. Teplota vody je v červenci na úseku Barnaul–Belogorje 28 °С a na dolním 23 °С. Mineralizace vody je menší než 200 mg/l s výjimkou úseku mezi Novosibirskem a ústím řeky Tom, kde je větší. Voda obsahuje větší množství organických látek a nižším obsahem kyslíku, což v zimě způsobuje zátarasy. Průměrná kalnost se snižuje po směru toku od 160 k 40 g/m³. Roční množství nánosů činí průměrně 16 mil. tun, přičemž v některých letech dosahuje až 50 mil. tun.

## Splavnost a doprava
Ob je splavný od města Bijsk, na svém dolním toku ovšem zamrzá až na osm měsíců (od listopadu až do začátku června). Se svými přítoky a rameny je významnou dopravní tepnou na Sibiři, přičemž do některých měst a vesnic ležících na mělčích ramenech je možný přístup jen s určitými plavidly. Ročně se na Obu a Irtyši přepraví kolem 600 000 cestujících. Úhrnná délka splavných toků v úvodí řeky Ob činí přibližně 15 000 km. Hlavní přístavy povodí Obu jsou Novosibirsk, Tomsk, Surgut, Labytnangi, Pavlodar, Omsk, Tobolsk, Ťumeň. Ob je také spojený průplavem s řekou Jenisej s využitím pravostranného přítoku Keť. Tento průplav je však splavný pouze pro malé lodi. Navíc po výstavbě Transsibiřské magistrály ztratil na významu.

## Využití
V povodí Obu se nachází ložiska ropy, zemního plynu, uhlí a téměř polovina ruských zásob rašeliny. Na Obu byla v letech 1950–1961 postavena Novosibirská hydroelektrárna. Vzniklá vodní plocha bývá někdy nazývána jako Obské moře. Řeka je také významným zdrojem ryb. V jejích vodách a v Obské zátoce žije přibližně 50 druhů, z nichž polovina má průmyslový význam. Nejvíce jsou ceněni jeseteři, sterledi, nelmy, muksuni a síhové (nosatý, severní, peleď). Průmyslově zpracovávané jsou štiky, jelci (jesen, proudník), mníci, plotice, karasi, okouni.

## Významná města na řece
- Bijsk
- Barnaul
- Novosibirsk
- Kolpaševo
- Streževoj
- Nižněvartovsk
- Surgut
- Něftějugansk
- Salechard